# Марина Севера
Марина Севера († преди 375) е римска императрица и първа съпруга на император Валентиниан I. Майка е на бъдещия император Грациан.

## Име
Нейното пълно име в действителност не е известно. Марина Севера е комбинация от две имена, отнасящи се до нея в древните извори. Сократ от Константинопол я нарича „Севера“, докато Йоан Малала, Цариградската хроника и Йоан от Никиу я наричат „Марина“.

## Живот
Марина Севера се омъжва за Валентиниан преди той да седне на трона. Техният син, Грациан, е роден през 359 г. в Сирмиум, Панония (днес Сремска Митровица, Сърбия). Валентиниан става император през 364. Той се развежда с Марина около 370 г., за да се ожени за Юстина, вдовицата на узурпатора Магненций.